# Mistrzostwa Europy w Łyżwiarstwie Szybkim w Wieloboju 1897
7. mistrzostwa Europy w łyżwiarstwie szybkim w wieloboju odbyły się 12–13 stycznia 1897 roku w Amsterdamie, w Holandii. W zawodach brali udział tylko mężczyźni. Zawodnicy startowali na czterech dystansach: 500 m, 1500 m, 5000 m i 10000 m. Tytuł sprzed roku obronił reprezentant Cesarstwa Niemieckiego Julius Seyler. Miejsca pozostałych zawodników są nieoficjalne.

## Uczestnicy
W zawodach wzięło udział 9 łyżwiarzy z 3 krajów. Sklasyfikowanych zostało 5.
| Państwa biorące udział w mistrzostwach | Państwa biorące udział w mistrzostwach | Państwa biorące udział w mistrzostwach |
| -------------------------------------- | -------------------------------------- | -------------------------------------- |
| Cesarstwo Niemieckie                   | Holandia                               | Imperium Rosyjskie                     |

## Wyniki
- DNS - nie wystartował, DNF - nie ukończył, f - wywrócił się

| Pozycja | Zawodnik         | Kraj                 | 500 m       | Pkt.   | 5000 m       | Pkt.   | 1500 m      | Pkt.   | 10000 m       | Pkt.   | Suma pkt. |
| ------- | ---------------- | -------------------- | ----------- | ------ | ------------ | ------ | ----------- | ------ | ------------- | ------ | --------- |
| 01 !    | Julius Seyler    | Cesarstwo Niemieckie | 48.8 (1.)   | 48.800 | 9:39.8 (1.)  | 57.980 | 2:39.8 (1.) | 53.266 | 19:43.6 (1.)  | 59.180 | 219.226   |
| (2.)    | Gustaf Estlander | Imperium Rosyjskie   | 51.4 (2.)   | 51.400 | 10:12.8 (2.) | 61.280 | 2:45.8 (2.) | 55.266 | 20:15.2 (2.)  | 60.760 | 228.706   |
| (3.)    | Jan Banning      | Holandia             | 55.2 (4.)   | 55.200 | 10:34.0 (3.) | 63.400 | 2:53.4 (3.) | 57.800 | 21:34.0 (3.)  | 64.700 | 241.100   |
| (4.)    | Nico Verkaik     | Holandia             | 55.0 (3.)   | 55.000 | 10:40.4 (4.) | 64.040 | 2:57.0 (4.) | 59.000 | 22:09.8 (5.)  | 66.490 | 244.530   |
| (5.)    | Jan Greve        | Holandia             | 56.4 (6.)   | 56.400 | 10:45.2 (5.) | 64.520 | 3:04.0 (5.) | 61.333 | 21:45.8f (4.) | 65.290 | 247.543   |
| DNF     | G. Deetman       | Holandia             | 55.6 (5.)   | 55.600 | 11:19.0 (7.) | 67.900 | 3:06.2 (6.) | 62.066 | DNF           | 99 !   | 175.566   |
| DNF     | André Ballintijn | Holandia             | DNS         | 99 !   | 11:23.8 (8.) | 68.380 | 3:09.8 (7.) | 63.266 | 22:46.2 (6.)  | 68.310 | 199.956   |
| DNS     | B. ten Hagen     | Holandia             | 57.0 (7.)   | 57.000 | 10:53.6 (6.) | 65.360 | DNS         | 99 !   | 99:59.9 !     | 99 !   | 122.360   |
| DNS     | M. Bouman        | Holandia             | 1:03.4 (8.) | 63.400 | 12:17.4 (9.) | 73.740 | DNS         | 99 !   | 99:59.9 !     | 99 !   | 137.140   |